# Structure primaire
 (mars 2022).
Si vous disposez d'ouvrages ou d'articles de référence ou si vous connaissez des sites web de qualité traitant du thème abordé ici, merci de compléter l'article en donnant les références utiles à sa vérifiabilité et en les liant à la section « Notes et références ».

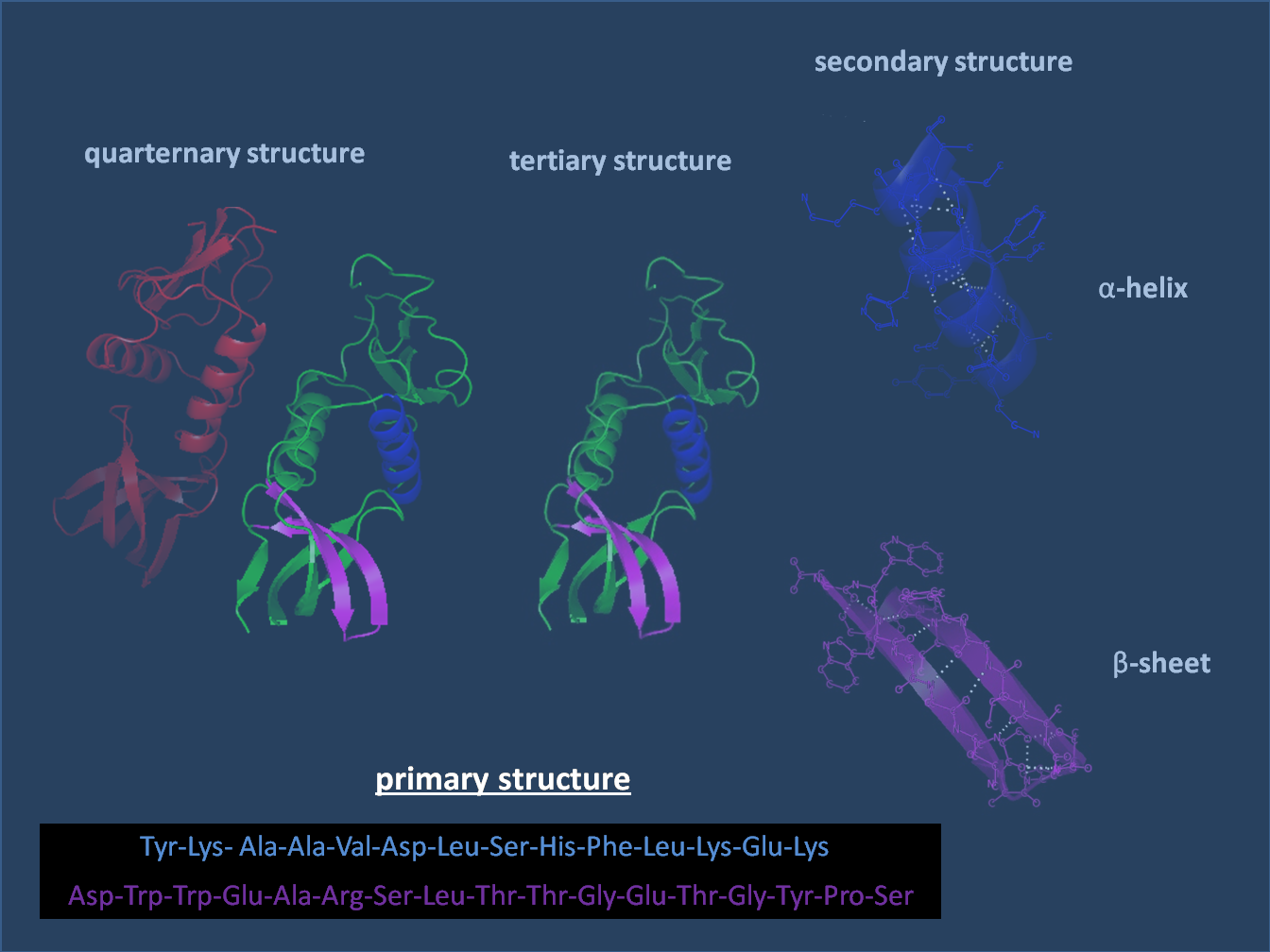
Structure des protéines, en particulier la structure primaire

En biochimie, la structure primaire d'une biomolécule non-ramifiée comme une protéine ou un brin d'ADN ou d'ARN, est la séquence de nucléotides ou d'acides aminés du début à la fin de la molécule. Autrement dit, la structure primaire représente l'exacte composition chimique et la séquence de ses sous-unités monomériques.
La structure primaire d'un polymère biologique détermine largement sa forme tridimensionnelle, connue sous le nom de structure tertiaire. Cependant le repliement des acides nucléiques et des protéines est si complexe que, même en connaissant la structure primaire, il n'est pas possible d'en déduire la forme ou de prédire la structure secondaire, telle que la formation de feuillets ou d'hélices. Pourtant, connaitre la structure d'une séquence homologue similaire[Quoi ?] (par exemple un membre de la même famille de protéine) permet sans ambiguïté d'identifier la structure tertiaire d'une séquence donnée. Des familles de séquences sont souvent déterminées par clustering de séquence, et par les projets structuraux de génomique qui visent à produire un ensemble de structures représentatives pour couvrir l'espace séquentiel de possibles séquences non-redondantes.